# Ministério da Habitação e Obras Públicas
O Ministério da Habitação e Obras Públicas foi a designação de um departamento dos II, III, IV, V, VI e VII Governos Constitucionais de Portugal.

## Ministros
Os titulares do cargo de ministro da Habitação e Obras Públicas foram:
| Período     | Ministro            | Governo                    |
| ----------- | ------------------- | -------------------------- |
| 1978        | António Sousa Gomes | II Governo Constitucional  |
| 1978        | João Almeida Pina   | III Governo Constitucional |
| 1978 – 1979 | João Almeida Pina   | IV Governo Constitucional  |
| 1979 – 1980 | Mário de Azevedo    | V Governo Constitucional   |
| 1980 – 1981 | João Porto          | VI Governo Constitucional  |
| 1981        | Luís Barbosa        | VII Governo Constitucional |